# Concordia Selander
Pour les articles homonymes, voir Selander.
Concordia Cornelia Johanna Selander (née Hård le 2 juin 1861 à Arboga; morte le 31 mars 1935 à Täby) est une actrice suédoise et une directrice de compagnie théâtrale.

## Biographie
Selander, dont le père était fabricant d'instruments, a étudié à l'école de ballet du Théâtre royal de 1874 à 1880 et a été élève au Théâtre royal de 1878 à 1883. Elle est engagée au Stora Teatern de Göteborg de 1883 à 1885, dans diverses compagnies théâtrales de 1885 à 1888 et au Nya Teatern de Stockholm de 1888 à 1889.
En 1887, elle épouse l'acteur et metteur en scène de théâtre Hjalmar Selander avec qui elle fit vivre la Selander Company (en). À partir de 1889, elle joue principalement dans sa compagnie théâtrale, mais elle interprète également un certain nombre de rôles au cinéma.
Parmi ses rôles les plus célèbres, citons Josefina dans Öfvermakt, Mme Reinecke dans Ära, Mme Hergentheim dans Fjärilsstriden, Mme Sprättengren dans En fiffig spekulation, Mme Mörk dans Sparlakanslexor, Ane dans Geografi och kärlek et Bella Morin dans Ett litet troll.
Selander est enterré au au cimetière du Nord de Solna près de Stockholm.

## Filmographie partielle
- 1917 : La Fille de la tourbière (Tösen från stormyrtorpet), de Victor Sjöström
- 1920 : Le Vieux Manoir (Gunnar Hedes saga), de Mauritz Stiller
- 1921 : La Charrette fantôme (Körkarlen), de Victor Sjöström